# Betbèze
Betbèze é uma comuna francesa na região administrativa de Occitânia, no departamento dos Altos Pirenéus. Estende-se por uma área de 3,45 km², Em 2010 a comuna tinha 45 habitantes (densidade: 13 hab./km²)..